# Calosoma
Genre
Calosoma est un genre d'insectes de l'ordre des coléoptères, de la famille des carabidés.

## Classification
Le genre Calosoma est décrit par l'entomologiste allemand Friedrich Weber (1781-1823) en 1801,.

### Tribu
Le genre Calosoma est classé dans la tribu Carabini par LeConte en 1861, Tamutis et al. en 2011 et Bouchard et al. en 2011.

### Fossiles
Selon Paleobiology Database en 2023, trente-deux collections de fossiles pour quarante-deux occurrences sont référencées, du Quaternaire, Pliocène, Miocène, Oligocène et Éocène, dans le monde entier et dans onze pays.

## Espèces fossiles
Selon Paleobiology Database en 2023, les espèces fossiles sont au nombre de seize :
- †Calosoma agassizi Barthelemy-Lapommeraye 1846
- †Calosoma brunneum Hong 1985
- †Calosoma calvini Wickham 1909
- †Calosoma caraboides Heer 1860
- †Calosoma catenulatum Heer 1860
- †Calosoma ceresti Nel 1987
- †Calosoma cockerelli Wickham 1910
- †Calosoma emmonsi Scudder 1900
- †Calosoma escheri Heer 1860
- †Calosoma escrobiculatum Heer 1860
- †Calosoma fernquisti Cockerell 1925
- †Calosoma grasui Paucă and Ciobanu 1978
- †Calosoma heeri Scudder 1895
- †Calosoma jaccardi Heer 1860
- †Calosoma kimi Lee and Nam 2021
- †Calosoma nauckianum Heer 1860[2]

## Galerie

Quelques espèces vivantes du genre Calosoma.
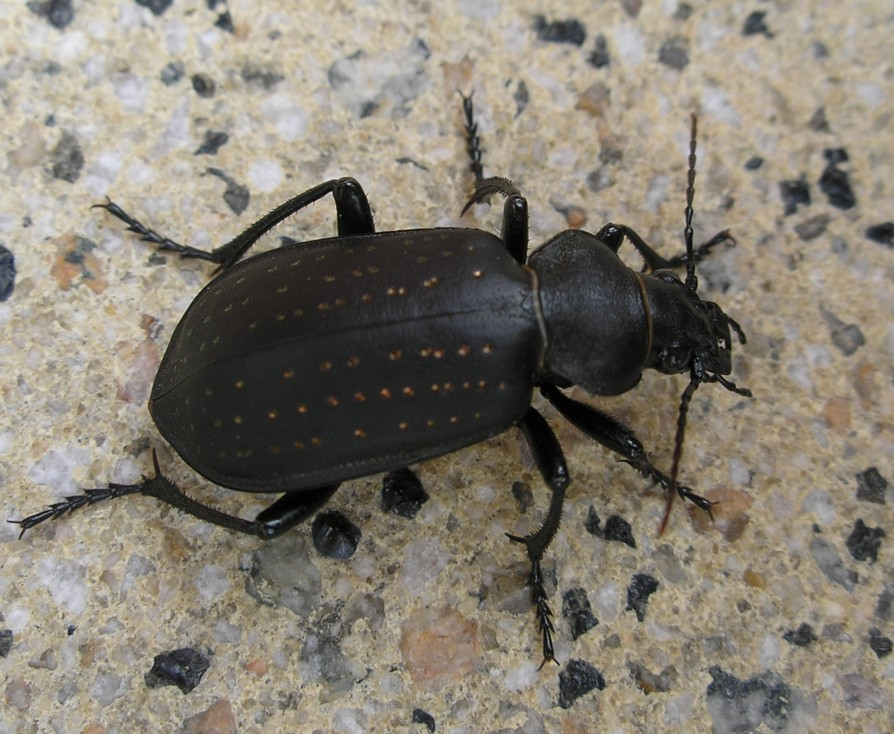
Calosoma auropunctatum.
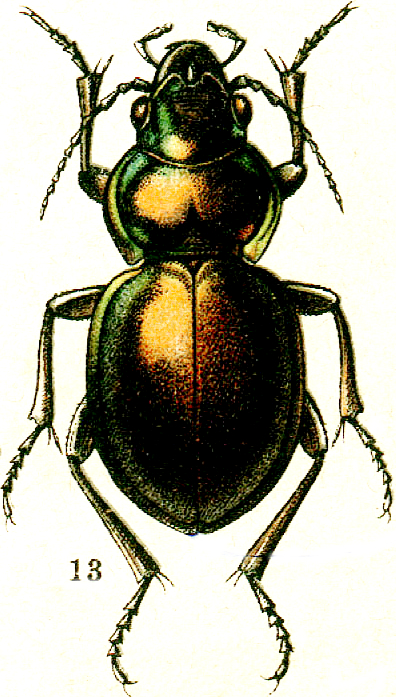
Calosoma elegans.
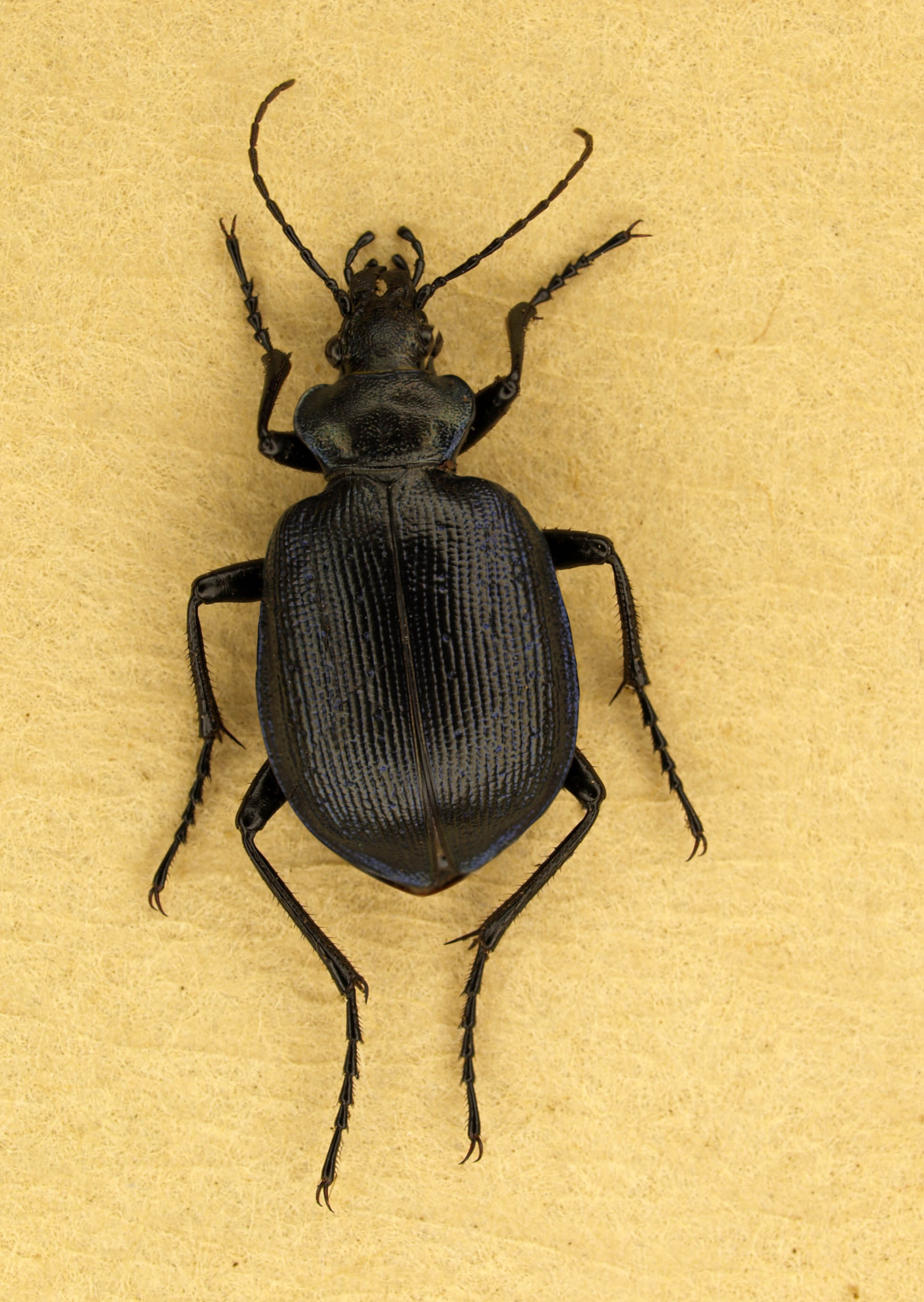
Calosoma inquisitor.
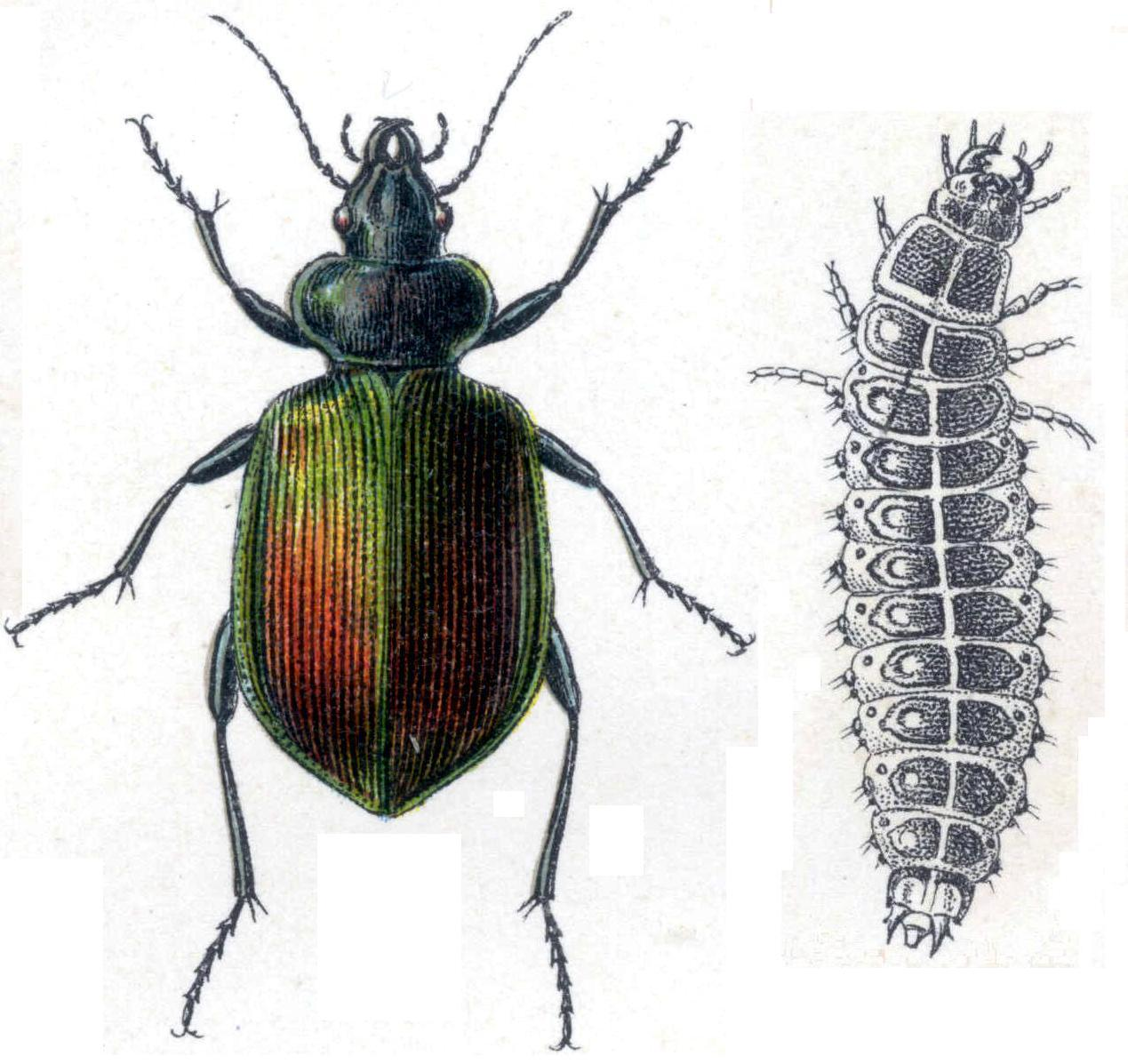
Calosoma sycophanta.
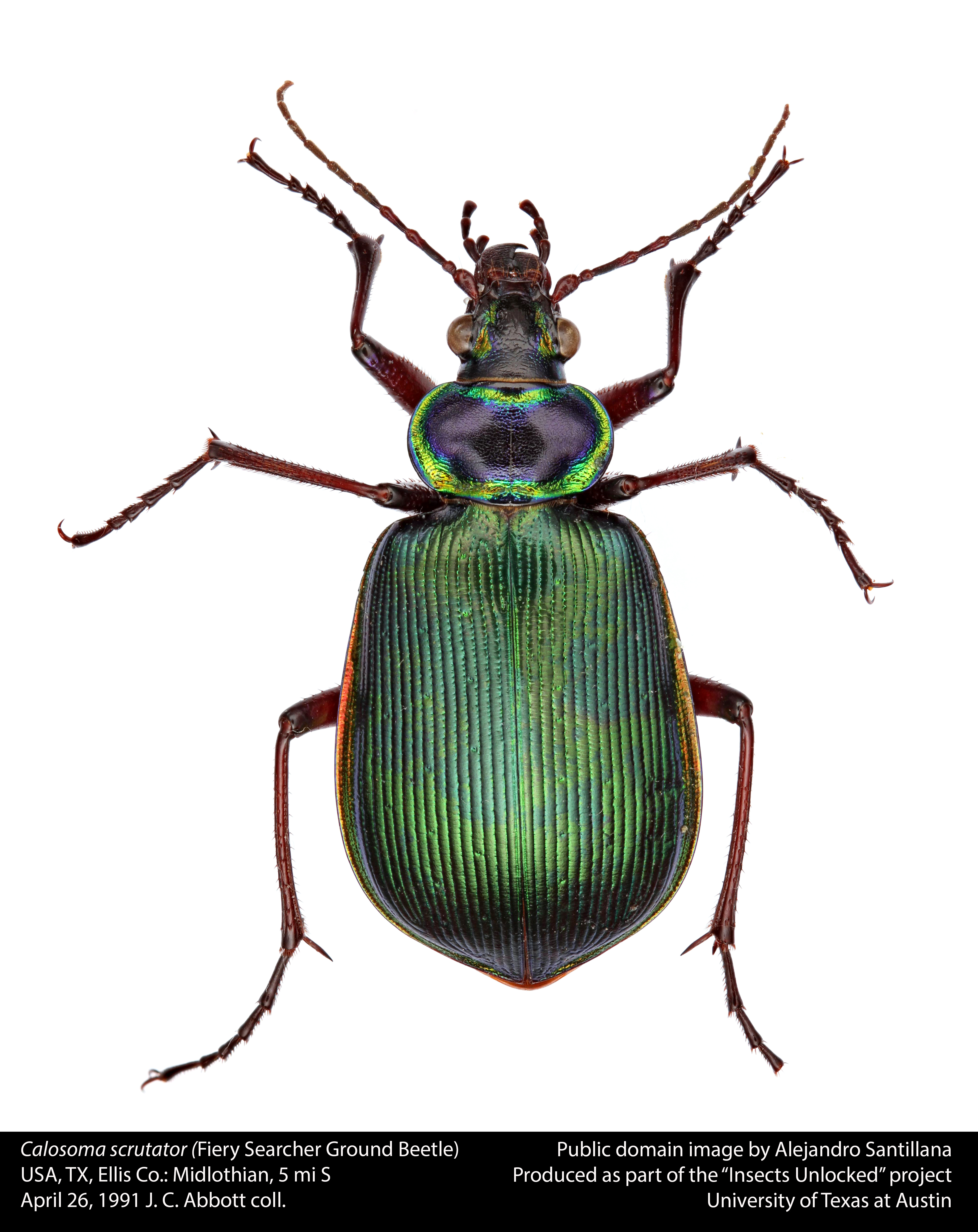
Calosoma scrutator par Alejandro Santillana "Insects Unlocked" Project, University of Texas at Austin.
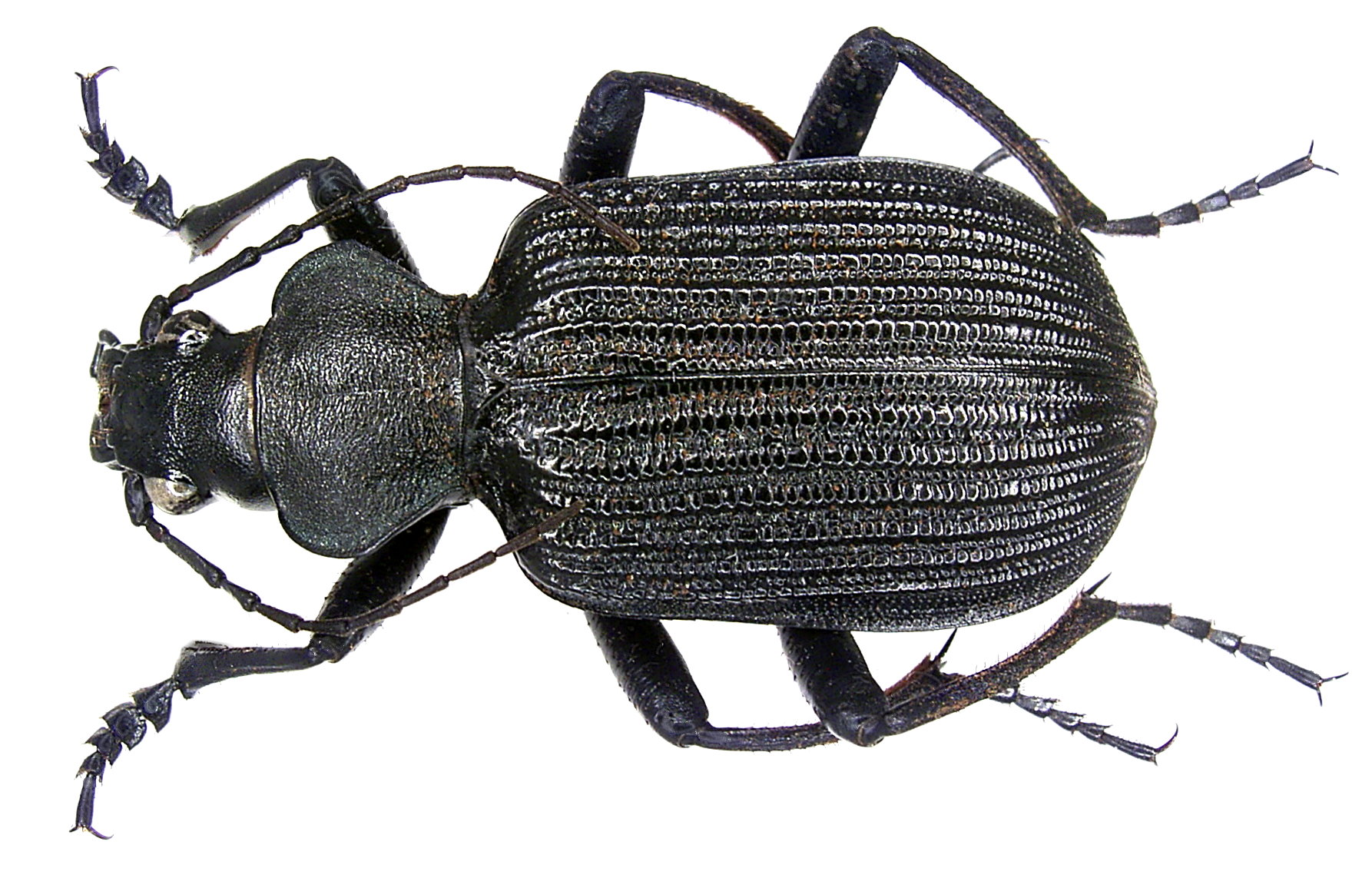
Calosoma planicolle.
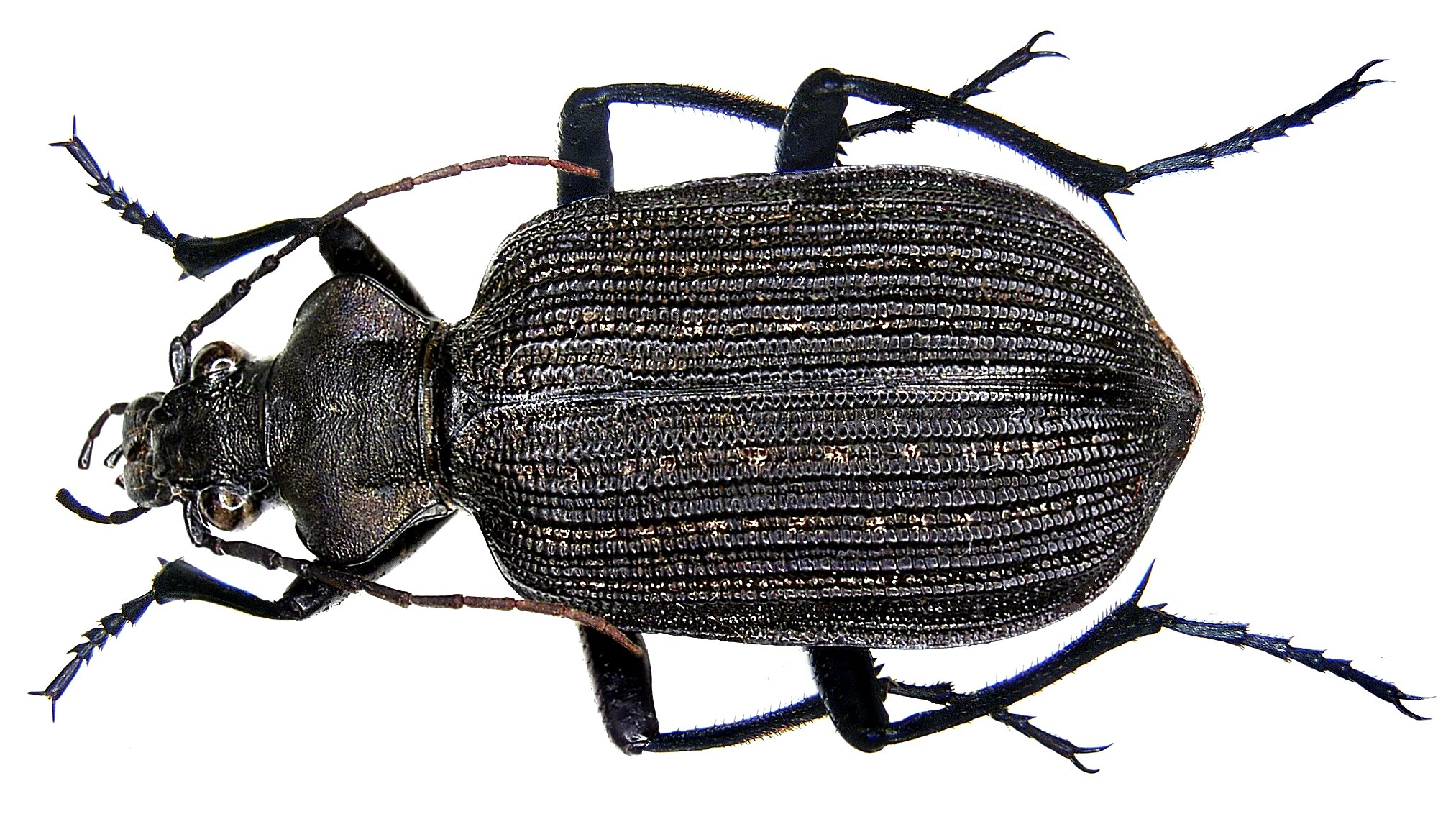
Calosoma senegalense.

### Publication originale
- [F. I. Weber. 1801] (la) Friedrich Weber, Observationes Entomologicae, Continentes Novorum quae Condidit Generum Characteres, et nuper Detectarum Specierum Descriptiones, 1801, 1-116 p.